# Cryptocephalus sanguinicollis
Cryptocephalus sanguinicollis är en skalbaggsart som beskrevs av Christian Wilhelm Ludwig Eduard Suffrian 1852. Cryptocephalus sanguinicollis ingår i släktet Cryptocephalus och familjen bladbaggar.

## Underarter
Arten delas in i följande underarter:
- C. s. sanguinicollis
- C. s. nigerrimus